# ادینیو
ادر لوسیانو (به پرتغالی: Éder Luciano) ملقب به ادینهو (به پرتغالی: Edinho) بازیکن سابق فوتبال اهل برزیل است.
او در مسابقات لیگ برتر فوتبال ایران ۸۲ گل به ثمر رسانده است و ۱۶ پاس گل از شاخص‌ترین بازیکن خارجی تاریخ فوتبال لیگ برتر ایران است.
ادینیو در تاریخ ۲۷ مارس ۲۰۲۵ در سن ۴۲ از دنیای فوتبال خداحافظی کرد.

## فوتبال باشگاهی
لوسیانو فوتبال را در باشگاه کاچوئیرو شروع کرد. در ادامه او به تیم ژیل ویسنته پرتغال پیوست. او در فصل ۲۰۰۳–۲۰۰۴ برای این تیم بازی کرد. مقاصد بعدی ادینیو تیم‌های ژاگوار و ویتوریا اس بودند.

### باشگاه مس کرمان
او بعد از یک تجربه کوتاه در تیم رئال اس‌سی پرتغال به ایران آمد و با باشگاه مس کرمان قرارداد امضا کرد. لوسیانو در مس کرمان به یک ستاره تبدیل شد. او با تکنیک و شم گلزنی بالایش نشان داد یک مهره کلیدی و ارزشمند است که می‌تواند سرنوشت هر بازی را عوض کند. او از سال ۲۰۰۸ تا سال ۲۰۱۱ برای این تیم بازی کرد و در این مدت در ۱۰۳ بازی ۴۷ گل به ثمر رساند.

### باشگاه الشارجه امارات
درخشش او در مس کرمان باعث شد ادینیو به تیم الشارجه امارات متحده عربی برود. ۱۷ بازی و ۱۰ گل زده هم کارنامه‌اش طی دو فصل در این تیم اماراتی بود. در سال ۲۰۱۳ او به مس کرمان برگشت. او این بار یک سال برای مس بازی کرد و در ۲۸ بازی ۸ بار دروازه حریفان را گشود.

### باشگاه تراکتور
ادر فصل ۲۰۱۴–۲۰۱۵ را در تیم تراکتور سپری کرد. او در ۳۰ بازی رسمی با پیراهن این تیم وارد زمین چمن شد و ۲۰ بار گلزنی کرد و بدین‌ترتیب عنوان آقای گل مسابقات لیگ برتر ایران را به خود اختصاص داد. او بعد از بازی در تیم‌های السیلیه قطر (۱۴ بازی و ۱ گل زده) و دسپورتیوا فروویاریای برزیل (۱۲ بازی و ۵ گل زده) دوباره به تراکتور برگشت. لوسیانو این بار ۲۲ بازی انجام داد و ۷ گل زد. این بازیکن دیگر نتوانست مدت طولانی در یک تیم بماند. او طی دو سال در ۴ باشگاه بازی کرد.
لوسیانو یکی از محبوب‌ترین بازیکنان تراکتور می‌باشد که با بازی‌های درخشان و با نوشته‌های زیر لباس خود با متن "یاشاسن آذربایجان، I Love Azerbaijan و …" جای خود را در دل هواداران پر طرفدار تیم تراکتورباز کرد.

### باشگاه ماشین سازی
وی در سال ۲۰۱۸ به ماشین سازی رفت ولی فقط در بازیهای تدارکاتی تیم را همراهی کرد و به دلیل اینکه حقوقش را پرداخت نکردند به برزیل برگشت.

## پیوستن به تیم ملی ایران
ادینهو برای پیوستن به تیم ملی فوتبال ایران تلاش‌هایی داشت که سرانجام موفق به این کار نشد.

این بازیکن در اسفند سال ۱۳۹۲ در مورد احتمال حضور در تیم ملی ایران گفت:
«برای گرفتن تابعیت ایرانی و بازی برای تیم ملی ایران مدارکم را به فدراسیون فوتبال ایران داده‌ام و این اتفاق بعد از صحبتی که با کی‌روش داشتم افتاده است. کی‌روش از من پرسید دوست داری برای تیم ملی بازی کنی و من هم گفتم بله! من نمی‌دانم کی‌روش الان کجاست و خودم هم در دبی هستم اما این اتفاق افتاد. من هم تمایل زیادی برای این کار دارم. امیدوارم دعوت شوم. خیلی دوست دارم در جام جهانی بازی کنم و توانایی این را دارم که به تیم ملی ایران در برزیل کمک کنم.»

## آقای گلی
لوسیانو ادینیو در فصل ۹۴–۱۳۹۳ لیگ برتر که عضو تیم تراکتور تبریز، با به ثمر رساندن ۲۰ گل، عنوان آقای گلی این فصل از مسابقات لیگ برتر فوتبال ایران را نیز کسب کرد.